# Édit d'Expulsion (1306)
Pour les articles homonymes, voir Édit d'Expulsion.
En juin 1306, le roi Philippe le Bel promulgue un édit d'expulsion imposant aux Juifs de quitter le royaume de France et annule toutes les créances qui leur sont dues, puis confisque tous leurs biens. L'année suivante, il donne l'ordre d'arrêter tous les Templiers et donne tous leurs biens à l'Ordre de Saint-Jean de Jérusalem.

## Précédents

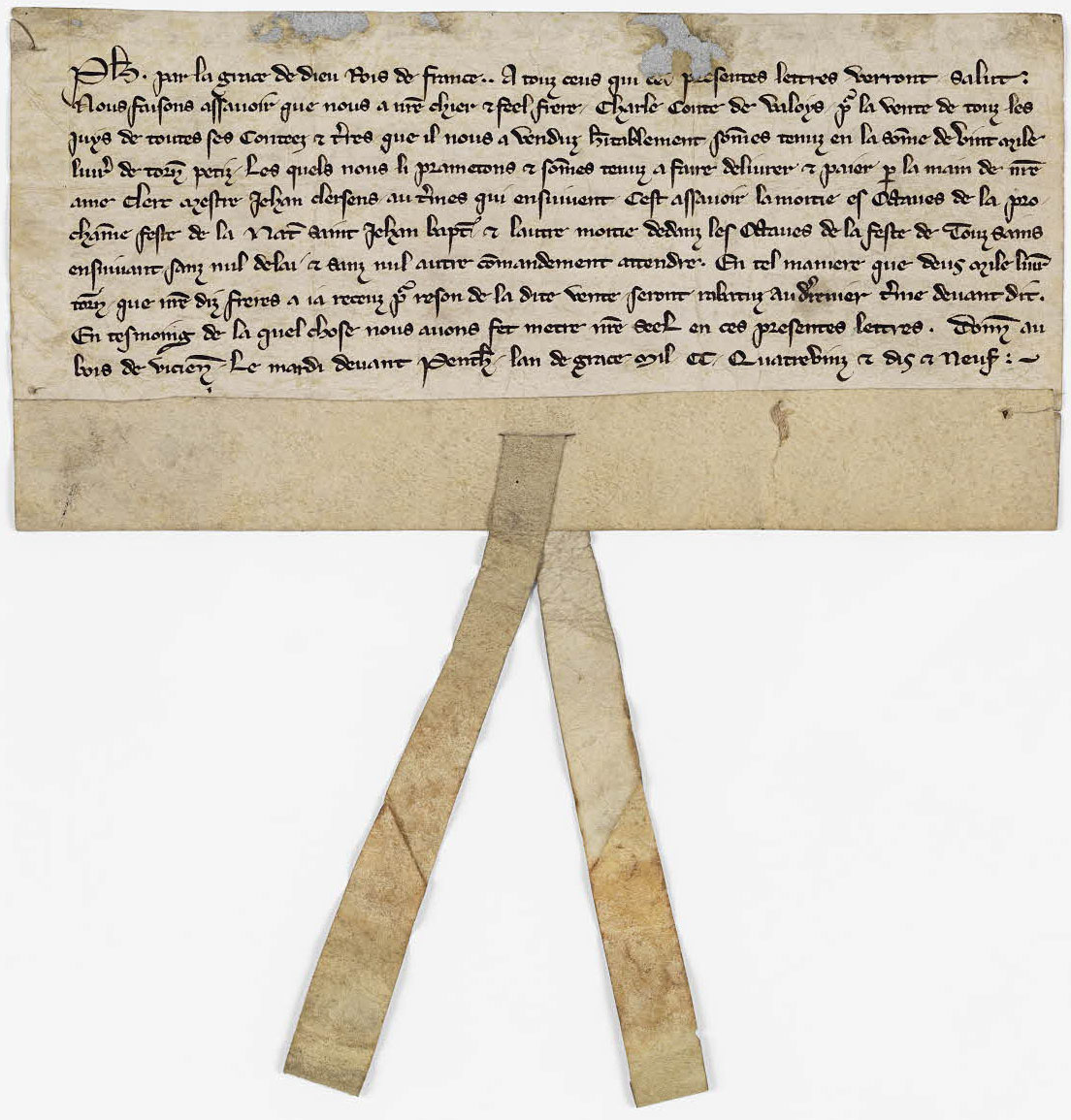
Lettres (reconnaissances de dette) de Philippe IV par lesquelles il reconnaît devoir à son frère Charles de Valois 20000 l.t. pour les Juifs de tous ses comtés qu'il a vendus, 2 juin 1299.

Le 10 avril 1240, Jean Ier le Roux, duc de Bretagne, comte de Richemond prend à Ploërmel une assise ou ordonnance qui expulse tous les Juifs de Bretagne, annule toutes leurs créances, et demande au roi de France une confirmation de ces assises par des lettres patentes.
En 1290, Édouard Ier d'Angleterre avait promulgué un édit d'expulsion des Juifs d'Angleterre et avait voulu faire de même sur ses terres sous suzeraineté française en Saintonge et Agenais mais Philippe s'y était opposé craignant de voir les biens des juifs profiter à son ennemi anglais.
Philippe s'inspire aussi de son cousin Charles II d'Anjou : en 1289, il avait expulsé 1 000 juifs de ses comtés (notamment du Poitou, d'Anjou, du Maine) et levé sur tous ses sujets chrétiens une taxe pour financer la logistique de l'opération.
Une série de mesures contre les Juifs se succèdent : 
- En 1291, le roi de France expulse les Juifs du Poitou et de Saintonge, avec une « taxe d'expulsion », ce qui lui rapporte environ 60 000 livres tournois[2]. Beaucoup de Juifs expulsés d’Angleterre s'étaient réfugiés à Carcassonne[4] ;
- En 1292, une taxe sur les Juifs ;
- En 1294, expulsion des Juifs de Nevers ;
- En 1295, arrestations des Juifs qui ont huit jours pour racheter leurs biens saisis à défaut de leur vente au profit du Trésor royal ;
- En 1299, Philippe le Bel achète à son frère Charles de Valois tous les Juifs de son domaine pour 20 000 livres tournois (mettant ainsi fin à un conflit de juridiction qui l’oppose depuis quelques années à son frère au sujet d’un groupe de juifs) ;
- En 1300, expulsion des Juifs d’Angers ; à la fin de la même année, Charles de Valois vend à son frère Philippe un juif de Rouen, Samuel Viole[5] ;
- De nouvelles taxes spécifiques en 1299 et 1303.

## Contexte

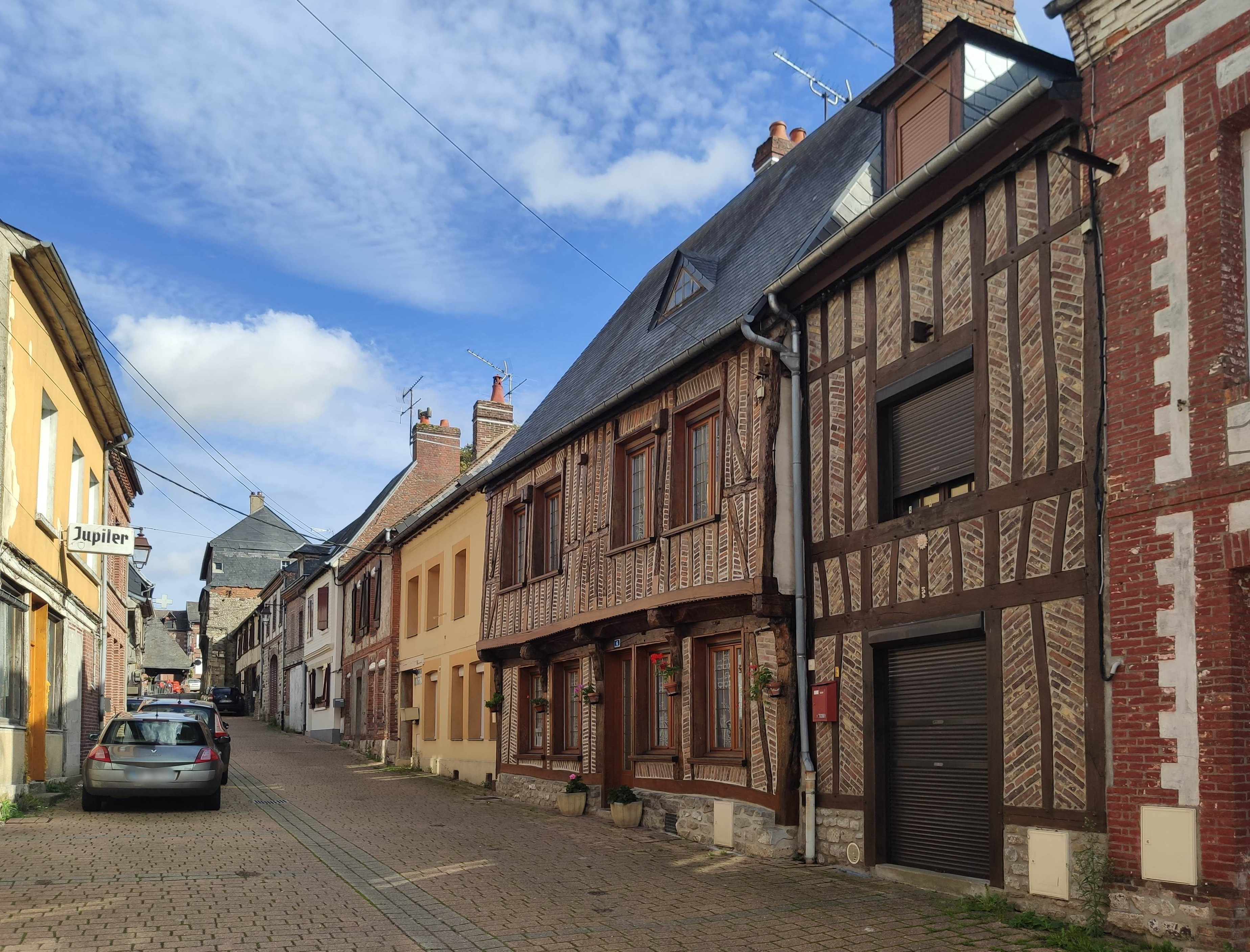
Rue aux Juifs à Gaillefontaine (Seine-Maritime)

À cette époque, à côté des revenus du crédit, les Juifs vivent de la culture de champs et de vignobles, d’artisanat, de commerce, en versant « aux seigneurs et au roi cens, tailles et dons » qui enrichissent le revenu royal. À cette époque, les Juifs de la langue d’oïl se vouent également aux commentaires bibliques et talmudiques tandis que ceux de la langue d’oc s’adonnent aux sciences, à la médecine, à la philosophie, à la poésie sacrée et profane.
Les Juifs vivent alors « dans les villes, les bourgs et les villages, surtout dans l'Île-de-France, en Champagne, en Normandie, dans les pays de la Loire et le Bas-Languedoc »,.
Présents depuis la Gaule romaine, ceux-ci avaient en France le statut d'étrangers résidant avec la permission — et sous la juridiction directe — du roi. Les étrangers, ou aubains, pouvaient posséder des immeubles, mais ils ne pouvaient pas les léguer à leurs héritiers, ceux-ci revenant à leur mort au ban du seigneur, c'est-à-dire au roi en ce qui les concernait.
À force de guerroyer en Flandre, le roi a vidé le trésor royal qu'il faut d'urgence renflouer.

## Édit de 1306
Le texte et la date exacte de l'édit ont été perdus, mais d'autres documents royaux rapportent le déroulement de ses effets. Les arrestations débutent en juin 1306 et s'étalent sur plusieurs mois. Peu de Juifs se convertissent au christianisme et le nombre de personnes concernées par des arrestations, confiscations ou expulsions est actuellement estimé à environ 100 000.
Le 21 juin 1306, une ordonnance royale recense les confiscations : monnaie, maisons, terres, meubles, vaisselle, vêtements et bijoux.
Les premières expulsions commencent officiellement le 22 juillet 1306, (au lendemain du jeûne du 9 Av). Puis les biens des communautés sont vendus aux enchères.

## Déroulement
En juillet 1306, Philippe le Bel promulgue un édit d'expulsion général qui concerne 100 000 juifs de France.
D’après les chroniques, l’expulsion se serait produite en une journée, alors que d'autres documents laissent entrevoir une durée bien plus longue des opérations (près de trois mois pour la seule arrestation).
Les familles juives sont incarcérées, leurs biens sont saisis, y compris leurs registres ou les contrats de mariage des époux. On leur signifie ensuite leur bannissement sous peine de mort. Cependant, aucune violence n'accompagne les expulsions ; pour de nombreux chrétiens, les emprunts faits aux Juifs étaient nécessaires.
Après leur expulsion, ces milliers de Juifs jetés sur les routes sont souvent attaqués et maltraités en chemin, et « certains meurent d’épuisement, de désespoir, de faim » avant d'atteindre des cieux plus cléments.
Ensuite, les clercs de Philippe le Bel produisent un arsenal de circulaires prescrivant la spoliation des capitaux et patrimoines, des biens meubles et immeubles, privés et communautaires des Juifs du royaume : les droits que leurs communautés avaient sur certains immeubles qui leur avaient été affectés pour leur servir par exemple de synagogues, furent remis en adjudication au profit du trésor royal. On trouve plusieurs exemples de ces adjudications qui s'étalent sur plusieurs années (jusqu'en 1320,) :
- la synagogue-de-Dun-le-Roi (actuellement commune de Dun-sur-Auron). Vidimus et confirmation de l'adjudication après enchères du 8 février 1308 [acte en français] par Hugues Gouhaut, bailli de Bourges, à Jean de Patinges, de la synagogue de Dun le Roy, sise dans le pourpris du chasteau, pour le prix de 11 livres tournois, qui seront rendues par led. Hugues dans les comptes des biens des juifs, février 1310 (Archives Nationales-JJ 41, fo 103, no 192 = 42B, fo 91, no 191) ;
- la synagogue-de-Janville : commune de Janville. Adjudication à Jean Le Grand, de la Synagogue de Yenville, avec deux places en dépendant, la 2de appelée la Miquerie, janvier 1313 (Archives Nationales-JJ 48, fo 95 vo , no 167) ;
- la Petite-Synagogue-d'Orléans : commune d'Orléans. La Petite Synagogue des juifs, sise à Orléans, 4 avril 1307(Archives Nationales-JJ 44, fo 23-24, no 37, vidimus de décembre 1317).
- le cimetière juif de Mantes-la-Jolie est adjugé pour 200 livres[6].

« Le roi gratifie son charretier d’une synagogue de la rue de l’Attacherie et les religieuses de Saint-Louis de Poissy du cimetière des juifs à Paris ».
Philippe le Bel recouvre à son profit toutes les créances juives ; il devient de la sorte le créancier de quasiment tous ses sujets. « Des querelles sur le pillage se font jour entre les seigneurs et le roi qui fait valoir qu’il est le seul et unique propriétaire des biens des Juifs établis dans son royaume. Il s’agissait aussi d’assoir l’autorité ». La monnaie est réévaluée grâce aux fonds entrés au Trésor du Louvre du fait des spoliations, expédients lucratifs. « Les historiens Robert Chazan et William Chester Jordan estiment le total de la recette entre 200 000 et 1 000 000 de livres ».

## Après l'expulsion
« Les sources latines, françaises et hébraïques disent la dimension tragique de l’événement tant pour l’histoire de la France, que pour celle du judaïsme ». Le poète et clerc Geoffroi de Paris évoque en rimant les « rafles » des Juifs opérées le 22 juillet 1306, qu'il déplore en tant que témoin. Dans son Memoriale Historiarum, le chroniqueur Jean de Saint-Victor résume : « En cette même année, en août et en septembre, tous les juifs, sinon quelques-uns qui voulurent se faire baptiser, furent expulsés du royaume ; le roi s’appropria leurs biens et les fit collecter par ses officiers, à l’exception d’une somme d’argent laissée à chaque juif pour payer son départ du royaume ; nombre d’entre eux moururent en chemin d’épuisement et de détresse ».
Les livres de comptes des Juifs rédigés en hébreu se sont avérés non exploitables par les agents royaux et Philippe le Bel autorisa temporairement (en 1310 et 1311) les prêteurs juifs à revenir pour renseigner l’administration fiscale, avant d’imposer leur départ définitif en 1311, une fois leur tâche effectuée.
Les Juifs expulsés, attachés à leur terroir vont préserver leur origine française dans leurs noms en se réfugiant en Catalogne, Aragon, Navarre, Bourgogne, Alsace, Savoie, Provence, dans des pays italiens et allemands, voire en Croatie et en Palestine, : Bedersi (de Béziers), Narboni (de Narbonne), Segré, voire du pays Sarfati (Français).
Après la mort de Philippe le Bel en 1314, son fils Louis X le Hutin rappellera dès l'année suivante les Juifs « de commune clameur du peuple » et parce que l’Église les souffre « a perpetuel memoire de la Passion nostre Seigneur Jesus-Christ, comme pour oster de leur erreur et convertir à la foy chrestienne... » pour une durée de 12 années mais assez peu reviennent au pays. Son frère Charles IV le Bel, arrivé au pouvoir, n'attendra pas le terme des douze années pour expulser les Juifs, à son tour.